# Wereldkampioenschappen openwaterzwemmen 2009
Openwaterzwemmen was een van de vijf sporten die deel uitmaakte van de Wereldkampioenschappen zwemmen 2009, de andere sporten waren zwemmen, schoonspringen, synchroonzwemmen en waterpolo. De wedstrijden vonden plaats van 21 tot en met 25 juli 2009 in Lido di Ostia, Italië. Aanvankelijk zouden de wedstrijden beginnen op 19 juli, vanwege slechte weersomstandigheden moest dit echter worden uitgesteld.

## Wedstrijdschema
Hieronder het geplande tijdschema van de wedstrijd, alle aangegeven tijdstippen zijn Midden-Europese Tijd.
| Datum   | tijd       | Afstanden                  |
| ------- | ---------- | -------------------------- |
| 21 juli | 9:00 11:00 | 5 km vrouwen 5 km mannen   |
| 22 juli | 9:00 13:00 | 10 km vrouwen 10 km mannen |
| 25 juli | 9:00 9:10  | 25 km mannen 25 km vrouwen |

## Selecties

### België
De Belgische zwembond selecteerde 1 openwaterzwemmer en 1 openwaterzwemster om België te vertegenwoordigen in Rome.
Mannen
- Brian Ryckeman

Vrouwen
- Manon Lammens

### Nederland
Technisch directeur Jacco Verhaeren heeft 2 openwaterzwemsters geselecteerd om Nederland te vertegenwoordigen in Rome.
- Linsy Heister
- Maaike Waaijer

## Podia

### Mannen
| Afstand:      | Goud:                 | Tijd      | Zilver:                         | Tijd      | Brons:                        | Tijd      |
| 5 km details  | Thomas Lurz Duitsland | 56.26,9   | Spyridon Gianniotis Griekenland | 56.27,2   | Chad Ho Zuid-Afrika           | 56.41,9   |
| 10 km details | Thomas Lurz Duitsland | 1:52.06,9 | Andrew Gemmell Verenigde Staten | 1:52.08,3 | Fran Crippen Verenigde Staten | 1:52.10,7 |
| 25 km details | Valerio Cleri Italië  | 5:26.31,6 | Trent Grimsey Australië         | 5:26.50,7 | Vladimir Dyatchin Rusland     | 5:29.29,3 |

### Vrouwen
| Afstand:      | Goud:                               | Tijd      | Zilver:                         | Tijd      | Brons:                   | Tijd      |
| 5 km details  | Melissa Gorman Australië            | 56.55,8   | Larisa Iltsjenko Rusland        | 56.56,3   | Poliana Okimoto Brazilië | 56.59,3   |
| 10 km details | Keri-Anne Payne Verenigd Koninkrijk | 2:01.37,1 | Jekaterina Seliverstova Rusland | 2:01.38,0 | Martina Grimaldi Italië  | 2:01.38,6 |
| 25 km details | Angela Maurer Duitsland             | 5:47.48,0 | Anna Oevarova Rusland           | 5:47.51,9 | Federica Vitale Italië   | 5:47.52,7 |

### Medaillespiegel
| Plaats | Land                | Goud | Zilver | Brons | Totaal |
| 1      | Duitsland           | 3    | 0      | 0     | 3      |
| 2      | Italië              | 1    | 0      | 2     | 3      |
| 3      | Australië           | 1    | 1      | 0     | 2      |
| 4      | Verenigd Koninkrijk | 1    | 0      | 0     | 1      |
| 5      | Rusland             | 0    | 3      | 1     | 4      |
| 6      | Verenigde Staten    | 0    | 1      | 1     | 2      |
| 7      | Griekenland         | 0    | 1      | 0     | 1      |
| 8      | Brazilië            | 0    | 0      | 1     | 1      |
| 8      | Zuid-Afrika         | 0    | 0      | 1     | 1      |
| Totaal | Totaal              | 6    | 6      | 6     | 18     |